# سید علی‌اکبر قریشی
سیّد علی‌اکبر قریشی (زاده ۱۳۰۷ در بناب) روحانی شیعه و نماینده استان آذربایجان غربی در مجلس خبرگان رهبری است. فرزند وی سید مهدی قریشی هم‌اکنون نماینده ولی فقیه و امام جمعه ارومیه است. وی مسن‌ترين نماینده حال حاضر مجلس خبرگان رهبری است.

## زندگی
دروس فارسی را در مدارس ملی و مقدمات عربی را نزد پدر و مدرسه علوم دینی بناب فرا گرفت و سپس جهت تکمیل تحصیلات خود در سال ۱۳۲۴ روانه حوزه علمیه قم گردید، قریشی در مدت هشت سال تحصیل در حوزه قم از محضر اساتیدی چون سید حسین طباطبایی بروجردی، سید محمد باقر طباطبایی سلطانی و مجاهدی استفاده نمود آنگاه در سال ۱۳۳۲ کمی پیش از وقوع کودتای ۲۸ مرداد و سقوط دولت مصدق به دعوت عده‌ای از اهالی ارومیه رحل اقامت در این شهر افکند و به کار تبلیغ و ارشاد و اقامه شعائر دینی پرداخت. وی در کنار انجام وظایف معمول یک روحانی به کار مطالعه و تحقیق و نویسندگی همواره اهتمام ورزیده و آثاری چون قاموس قرآن و تفسیر احسن الحدیث را تقدیم علاقه‌مندان علوم قرآنی نموده‌است در آستانه پیروزی انقلاب ۱۳۵۷، سید علی اکبر قرشی در اثر مخالفت با رژیم پهلوی ممنوع‌المنبر گردیده و در اردیبهشت ۱۳۵۷ به بافت کرمان تبعید گردید که این تبعید تنها چند ماه بطول انجامید و همزمان با اوج‌گیری انقلاب اسلامی از تبعید آزاد و به ارومیه مراجعت نمود.

## پس از انقلاب
وی بعد از پیروزی انقلاب اسلامی با رای مردم به مجلس خبرگان قانون اساسی راه یافت و در تدوین قانون اساسی مشارکت نمود و نیز در دوره‌های اول، دوم، سوم، چهارم، پنجم و ششم به نمایندگی مردم استان در مجلس خبرگان رهبری برگزیده شد. سید علی اکبر قریشی در سایه مجاهدتهای قلمی خود در سال ۱۳۷۵ به عنوان محقق نمونه سال کشور انتخاب شد. وی نمایندگی امام و ولی‌فقیه را در جهاد سازندگی استان آذربایجان غربی و نمایندگی نهاد رهبری در دانشگاه ارومیه را نیز به عهده داشته‌است.

### انتخاب رهبری
در کتاب خاطرات ایشان که توسط مرکز اسناد انقلاب اسلامی چاپ و منتشر شده‌است نقل شده‌است: وقتی مسئله رهبری فردی رای آورد، آن سخن [امام فرمودند: اگر من از دنیا بروم، آقای خامنه‌ای برای رهبری از همه بهتر و اصلح است.] مثل برق، لحظه‌ای از ذهنم گذشت. بلافاصله یادداشتی خطاب به آقای مشکینی نوشتم و فرستادم که اگر امام دربارهٔ صلاحیت رهبری آقای خامنه‌ای سخنی گفته‌اند و شما می‌دانید، لطفاً برای نمایندگان بگویید. آقای مشکینی به نوشته من جوابی نداد. من به محسن شبستری که در طرف راست من نشسته بود، گفتم: من شنیده‌ام که امام فرمودند: اگر من از دنیا رفتم، بهترین کسی که می‌تواند جانشین من باشد، آقای خامنه‌ای است؛ آیا شما دربارهٔ آقای خامنه‌ای چیزی شنیده‌اید؟ گفت: من نیز شنیده‌ام که امام گفته اگر من از دنیا رفتم، آقای خامنه‌ای بهترین کسی است که می‌تواند رهبر نظام باشد. وقتی آقای شبستری این مطلب را گفت، من بی‌درنگ به ایشان گفتم: پس برخیزیم و با هم فریاد بکشیم و این مطلب را برای همه نمایندگان حاضر بگوییم. آنگاه بنده و آقای شبستری چنان فریاد کشیدیم که همه نمایندگان و رئیس مجلس خبرگان متوجه ما دو نفر شد و موضوع را بیان کردیم.